# Gunnar Sköld
Alf Gunnar Sköld (ur. 24 września 1894 w Västerås, zm. 24 czerwca 1971 tamże) – szwedzki kolarz szosowy, brązowy medalista olimpijski oraz mistrz świata.

## Kariera
Jego największym sukcesem jest złoty medal w wyścigu ze startu wspólnego amatorów zdobyty na mistrzostwach świata Kopenhadze w 1921 roku. Był to pierwsze mistrzostwa w tej dyscyplinie, tym samym Szwed został pierwszym w historii oficjalnym mistrzem świata w kolarstwie szosowym. Na rozgrywanych trzy lata później igrzyskach olimpijskich w Paryżu wspólnie z Erikiem Bohlinem i Ragnarem Malmem zdobył brązowy medal w drużynowej jeździe na czas. W latach 1924 i 1925 wygrywał szwedzki Mälaren Runt, a w latach 1921 i 1923 zdobywał złote medale mistrzostw krajów nordyckich.

## Najważniejsze zwycięstwa i sukcesy
- 1921
  - mistrzostwo świata amatorów w wyścigu ze startu wspólnego
- 1924
  - brązowy medal igrzysk olimpijskich w drużynowej jeździe na czas
  - 4. miejsce na igrzyskach olimpijskich w indywidualnym wyścigu na czas